# پالیپانا
پالیپانا (به لاتین: Palipana) یک منطقهٔ مسکونی در سری‌لانکا است که در استان مرکزی (سری‌لانکا) واقع شده‌است.